# Wachlarzowiec (roślina)

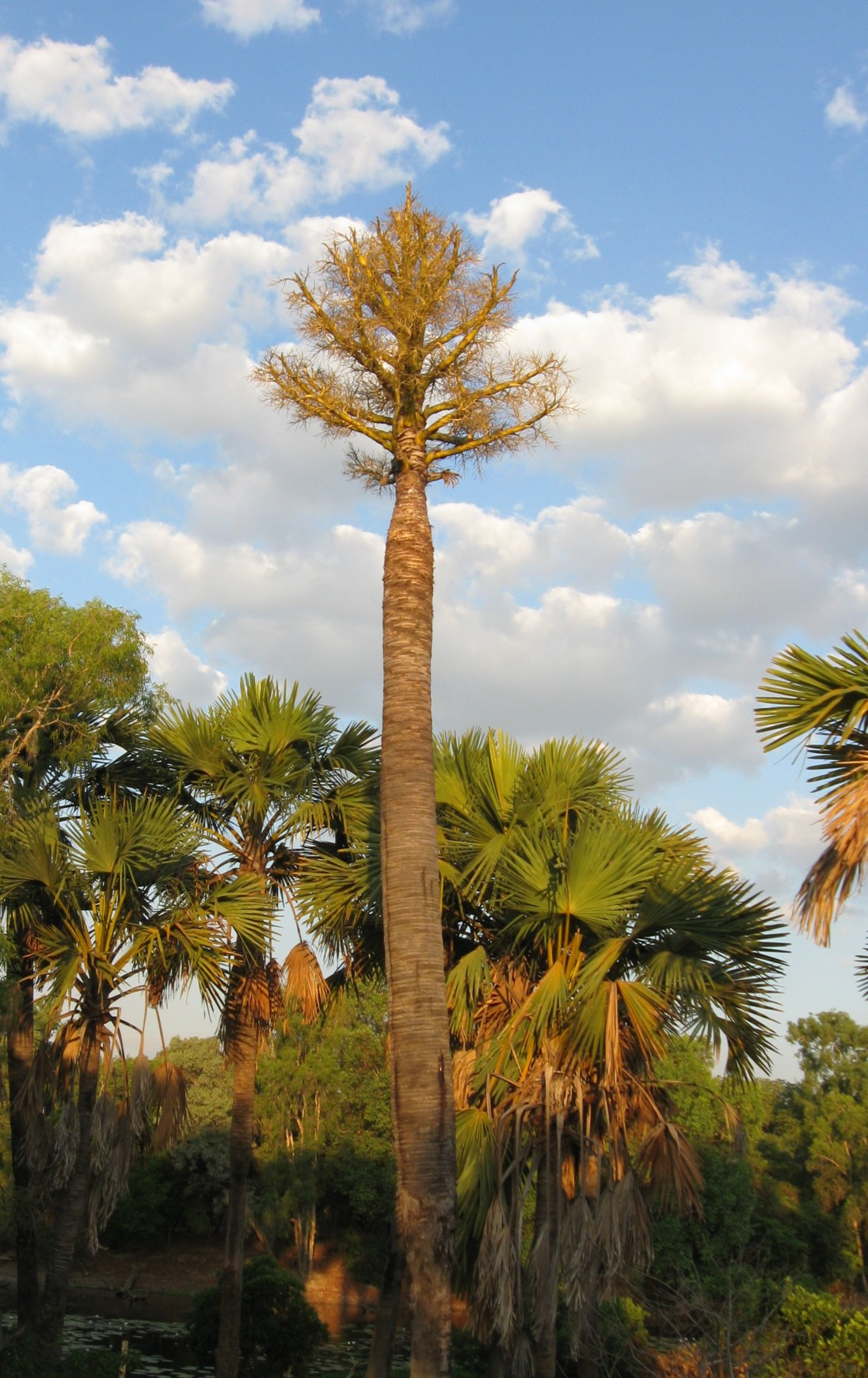
Obumierający po owocowaniu wachlarzowiec wzniesiony

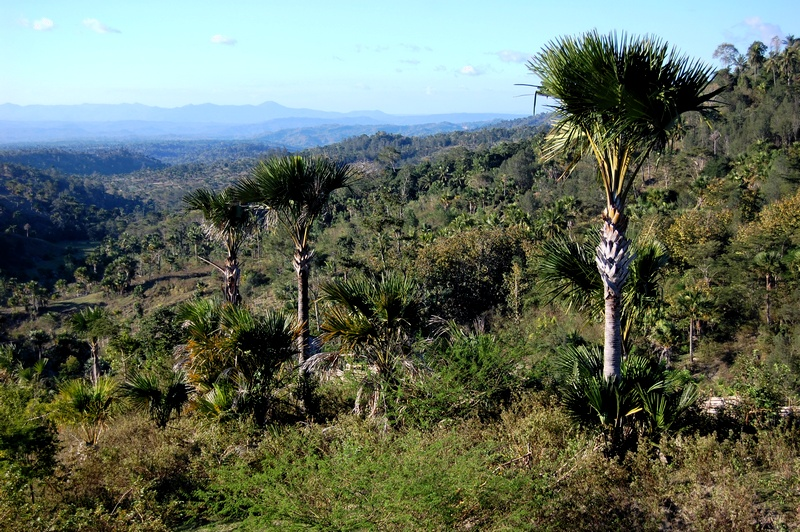
Wachlarzowce wzniesione na wyspie Timor

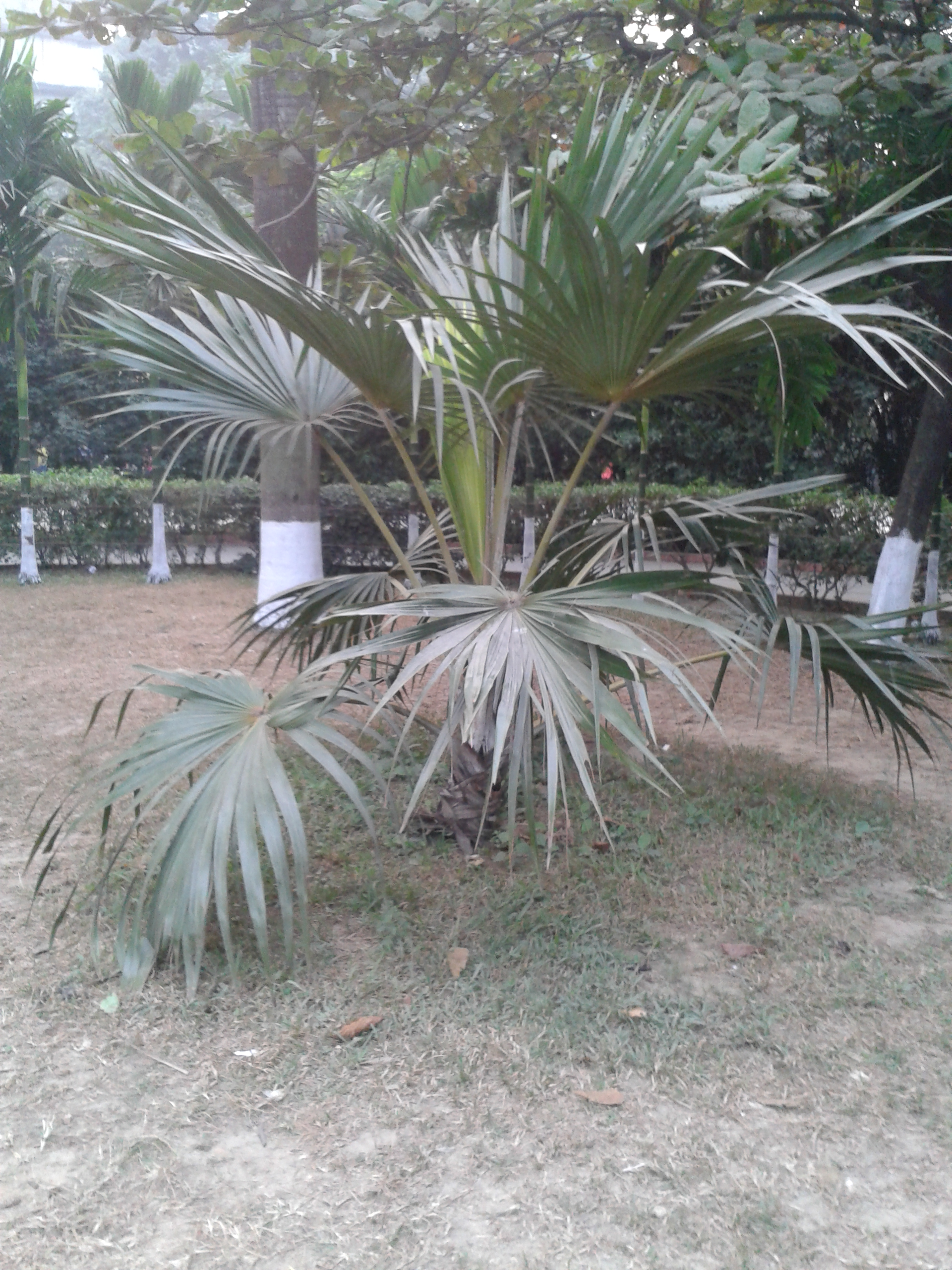
Jeden z nielicznych okazów wymarłego w naturze gatunku C. taliera

Wachlarzowiec, niebochronka (Corypha L.) – rodzaj roślin z rodziny arekowatych, czyli palm (Arecaceae). Obejmuje 5–6 gatunków. Ich pierwotny zasięg nie jest pewny, ponieważ rośliny te rozprzestrzeniane są przez ludzi. Współcześnie występują w południowo-wschodniej Azji i północnej Australii (od Indii i Sri Lanki na zachodzie, poprzez Półwysep Indochiński, Indonezję, po Nową Gwineę i Queensland).
Rośliny te są wszechstronnie użytkowane – uprawiane są jako ozdobne, jadalne, włóknodajne, stosowane były do wyrobu materiału piśmiennego, do wyrobu różnych mat, kapeluszy i mebli.
Nazwa rodzajowa utworzona została z greckiego słowa koryphe znaczącego „szczyt, wierzchołek” i pochodzi od umiejscowienia kwiatostanu na szczycie pędu.

## Morfologia
PokrójPalmy osiągające różne rozmiary od kilku metrów (C. lecomtei) do ok. 25 m (C. umbraculifera) i 30 m (C. utan). Niezależnie od osiąganej wysokości kłodzina (wyrastająca pojedynczo) jest masywna i może osiągać do 90–100 cm średnicy. Pień okryty jest przynajmniej za młodu pochwami liściowymi, a starsze, oczyszczone z nich odcinki wyróżniają się wyraźnym, spiralnym wzorem blizn liściowych.
LiścieOkazałe, wachlarzowate (dłoniastozłożone), zebrane na szczycie pędu w liczbie 15–35. Należą do największych liści dłoniastozłożonych wśród palm. W obrębie rodzaju największe są u C. umbraculifera – osiągają do 8 m średnicy i osadzone są na ogonku do 5 m długości. Ogonek liściowy na krawędziach z tęgimi, czarnymi ząbkami, czasem także z białawymi włoskami. Nad pochwiastą nasadą ogonka znajdują się czasem dwa uszkowate wyrostki. Na końcu ogonka i u nasady blaszki liściowej znajduje się okazały wyrostek – hastula. Blaszka liściowa podzielona jest do około połowy swojej długości na bardzo liczne, sztywne listki, rozwidlające się na końcach.
KwiatyZebrane w liczbie do 15 milionów u C. utan i nawet 60 milionów u C. umbraculifera w okazałe kwiatostany wyrastające na szczycie drzewa. Osiągają one do 6–8 m wysokości (największe u C. umbraculifera), będąc jednymi z największych w świecie roślin (patrz też puja Puya). Kwiatostany rozwijają się w kątach liści, tyle że w tym wypadku zredukowanych. Rozgałęziają się na odcinki czwartego rzędu zakończone jednoramiennymi wierzchotkami składającymi się z kilku do 10 gęsto skupionych kwiatów. Okwiat z listkami w dwóch okółkach. Trzy zewnętrzne listki tworzą rurkę w dolnej części z trzema ząbkami u szczytu. Trzy wewnętrzne są zachodzące na siebie. Pręcików jest 6. Zalążnia rozwija się z trzech owocolistków.
OwoceZielone lub brązowe elipsoidalne lub kuliste pestkowce. Mają mięsisty mezokarp i pojedyncze nasiono. Nasiona są kuliste. Na jednym drzewie dojrzewa  do 250 tysięcy owoców (C. utan) stanowiąc 22% biomasy rośliny. U C. umbraculifera plon owoców z jednego drzewa wynieść może dwie tony.

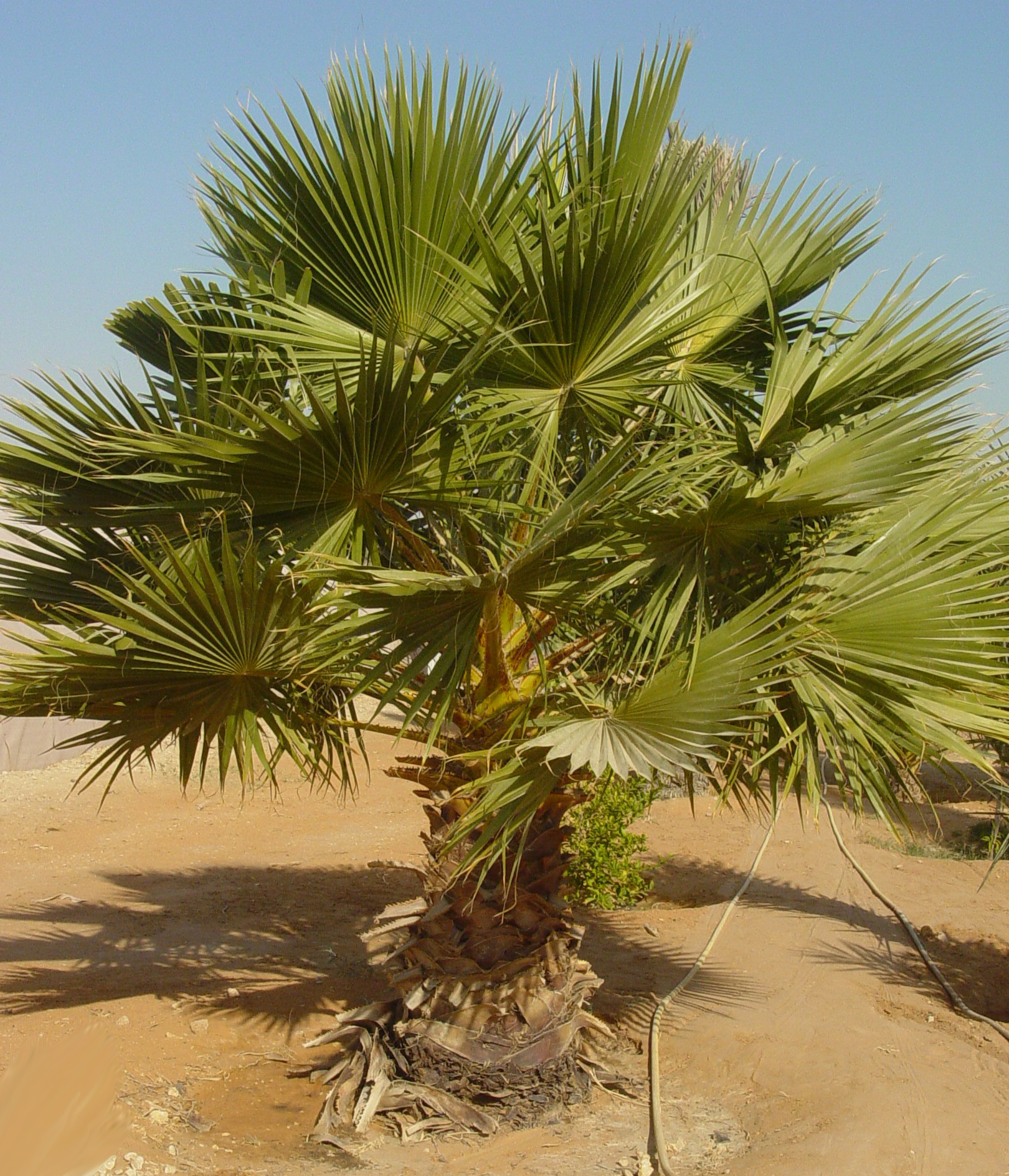
Młody okaz C. umbraculifera
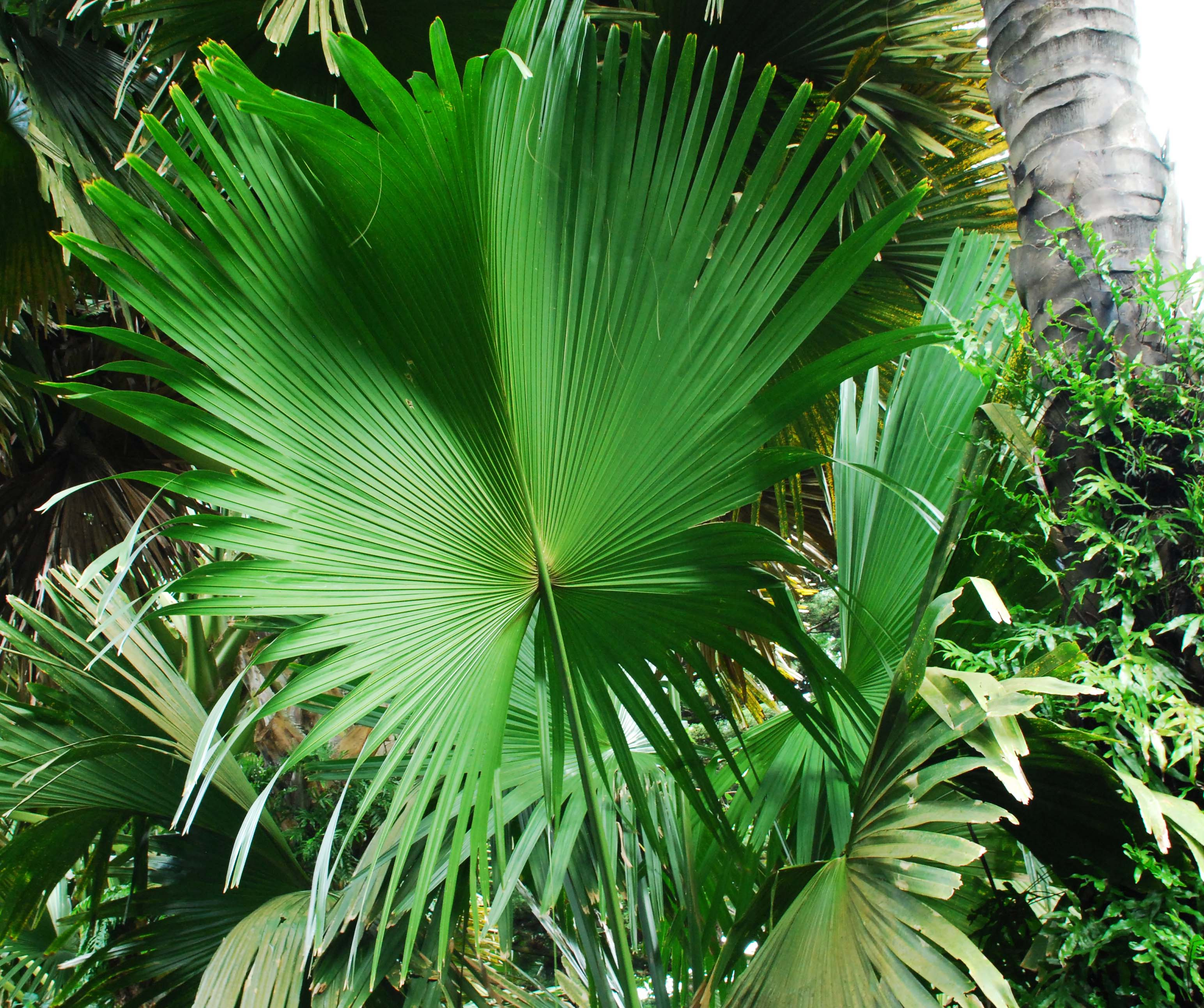
Blaszka liściowa C. umbraculifera
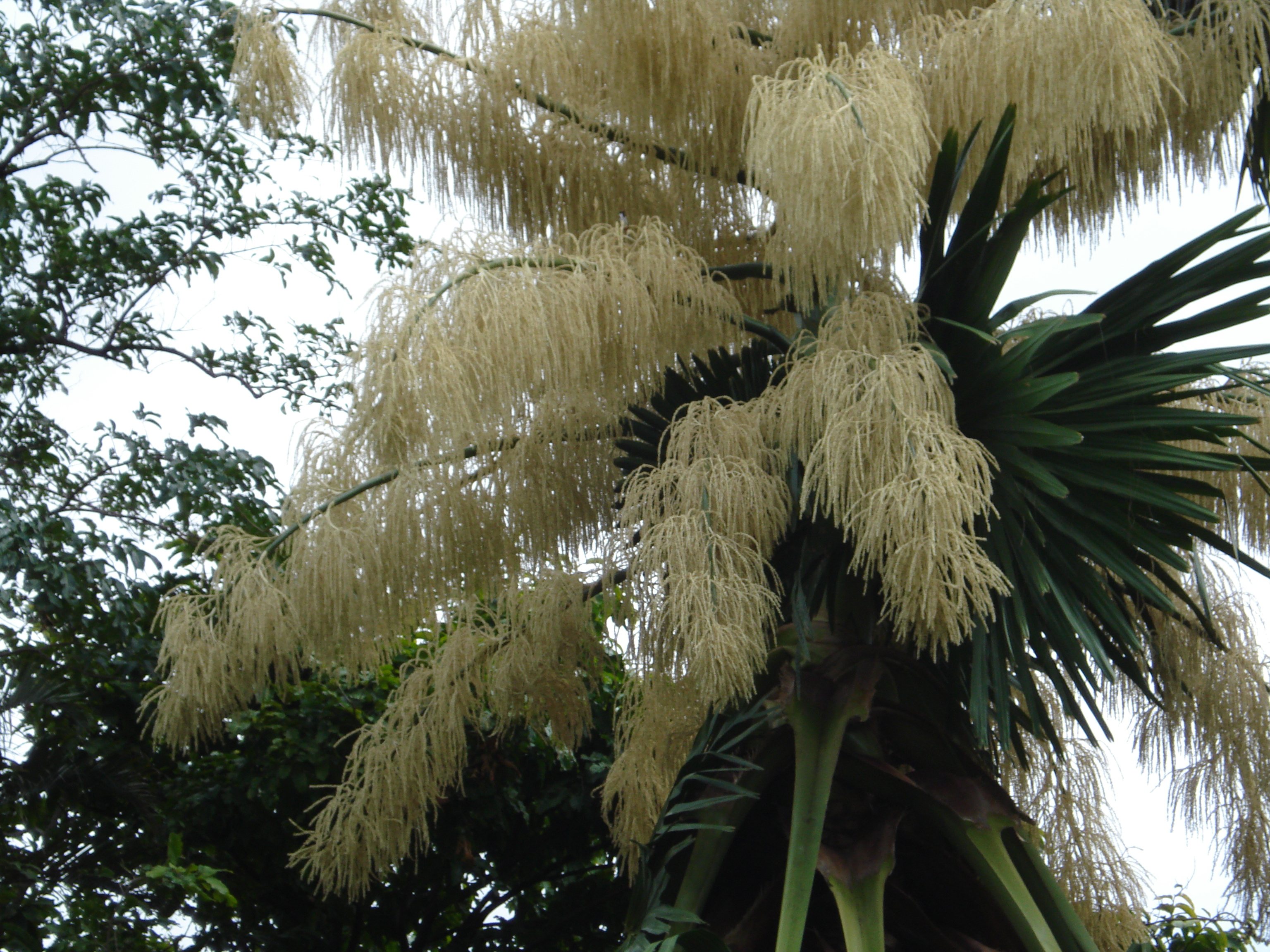
Kwiatostan C. umbraculifera
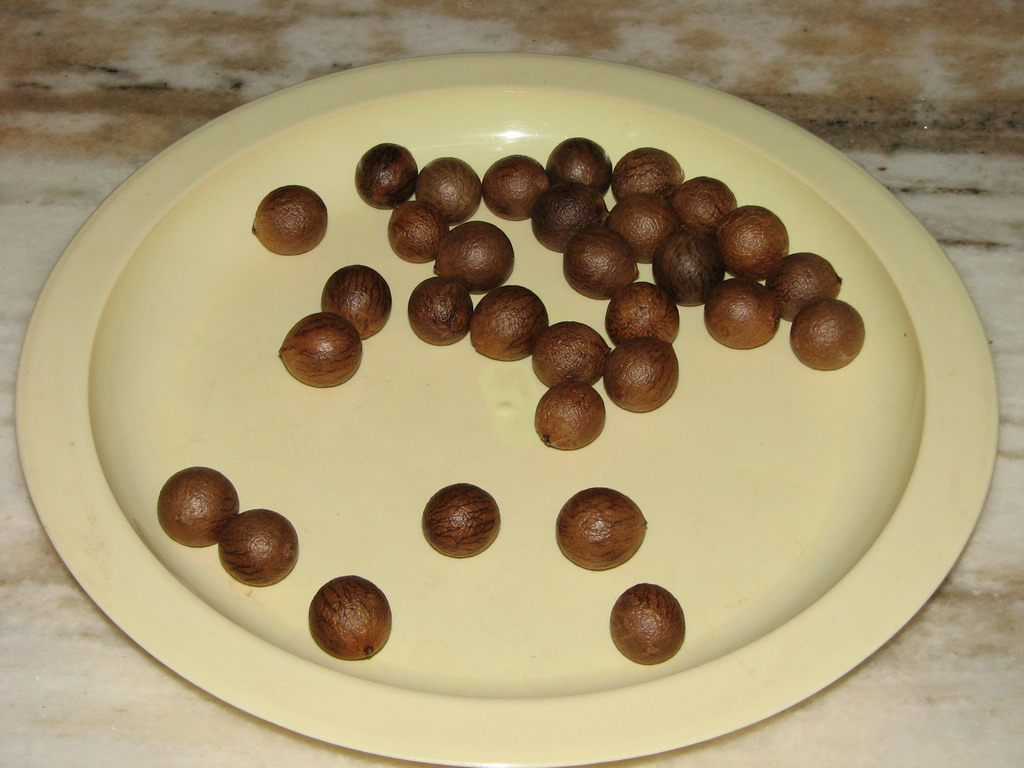
Nasiona C. utan

## Biologia i ekologia
Drzewa monokarpiczne – zakwitają raz w życiu i po wydaniu nasion zamierają. Kwitną zwykle po 20–30 latach wzrostu, ale czasem też po niemal 80 latach. Owoce dojrzewają w ciągu ok. 8 miesięcy po kwitnieniu, a w ciągu kolejnych 4 miesięcy drzewo obumiera. Kiełkowanie jest epigeiczne, a pojedynczy liścień jest niepodzielony.
Palmy te rosną zwykle sadzone w obrębie i w sąsiedztwie miejscowości. W naturze związane były najprawdopodobniej z nieklimaksowymi stadiami sukcesyjnymi lasów równikowych i lasów monsunowych, zaburzanymi wpływem wezbrań na terenach aluwialnych w dolinach rzek i niszczonymi przez sztormy w rejonie wybrzeży. Nie rosną w każdym razie w litych zbiorowiskach leśnych. Poza tym spotykane są także na sawannach i w suchych lasach. Niektóre gatunki jednak znane są już tylko z upraw. Do wymarłych w naturze należy także Corypha taliera. Gatunek ten zachował się tylko jako pojedyncze okazy w kolekcjach botanicznych, poza tym w jednej z wiosek w Bengalu i przy rezydencji prorektora uniwersytetu w Dhace zbudowanej na terenie dawnej dżungli.

## Systematyka
Rodzaj w obrębie arekowatych Arecaceae klasyfikowany jest jako jeden z kilku do podplemienia Coryphinae J. Dransf. & N.W. Uhl (1986) z plemienia Corypheae Mart (1837) i podrodziny Coryphoideae Griff. (1844). W innych ujęciach (Dransfield i in. 2005) plemię Corypheae bywa wąsko definiowane jako monotypowe tylko z rodzajem Coryphe.
Wykaz gatunków
- Corypha lecomtei Becc. ex Lecomte
- Corypha microclada Becc.
- Corypha taliera Roxb.
- Corypha umbraculifera L. – wachlarzowiec właściwy[13]
- Corypha utan Lam. – wachlarzowiec wzniesiony[11]

## Zastosowanie
Palmy uważane za jedne z najbardziej dekoracyjnych, przy czym te najczęściej uprawiane (wachlarzowiec właściwy i wzniesiony) ze względu na okazałe rozmiary nie nadają się do uprawy w mniejszych ogrodach. Sadzone są najczęściej w krajobrazie wiejskim, czasem jako drzewa alejowe (w Indiach i na Sri Lance głównie wachlarzowiec właściwy, w pozostałej części Azji południowo-wschodniej nieco mniejszy wachlarzowiec wzniesiony). Ze względu na to, że po owocowaniu drzewo zamiera waląc się na otoczenie i powodując w nim szkody – rośliny te sadzone są poza tym tylko na odpowiednio rozległych terenach zielonych i w kolekcjach botanicznych.
Wachlarzowce są jadalne. Z kłodziny pozyskuje się sago (z okazałych pni – w wielkiej ilości). Pędy rozwijającego się kwiatostanu po przecięciu wydzielają słodki sok wykorzystywany do wyrobu sfermentowanego napoju orzeźwiającego, ale też cukru, syropu, octu i wina. Smaczne nasiona dodawane są do deserów i słodyczy.
Z pochew liściowych wyrabiano odpowiednik papieru. Zapisano na tym materiale m.in. historię Sri Lanki w starożytności i sutry buddyjskie. Liście używane są do wyplatania różnych mat i koszy. Wykonuje się z nich także wachlarze i parasole, w tym tzw. „talpaty”, którymi służba wachlowała osoby wyżej sytuowane w hierarchii. Z delikatnych włókien z ogonków liściowych wachlarzowca wzniesionego wykonuje się kapelusze (produkowane głównie w Filipinach) i sznury.
Z twardych nasion wyrabia się koraliki do sznurów modlitewnych i guziki (podobne do wyrobów z kości słoniowej).
Do wyrobu mebli wykorzystuje się drewno z kłodziny, ale też tęgie ogonki liściowe.
Korzenie wachlarzowca wzniesionego wykorzystywane są także w medycynie ludowej. Sporządzane z nich nalewki mają działać antyseptycznie i uspokajająco. Na rozmaite dolegliwości (np. przeziębienie, ból głowy, problemy trawienne) żuje się kawałki korzenia tego gatunku.

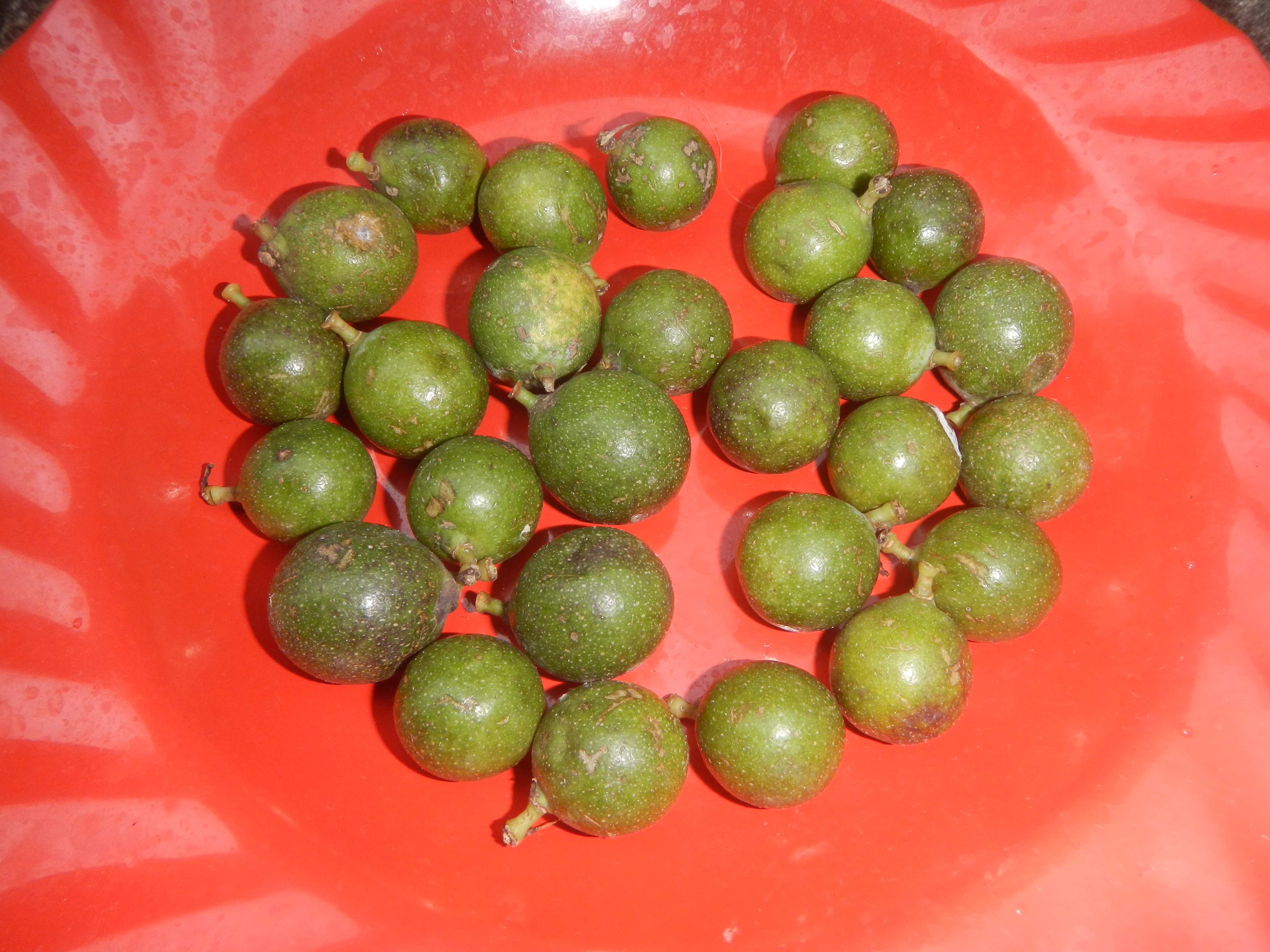
Owoce wachlarzowca wzniesionego
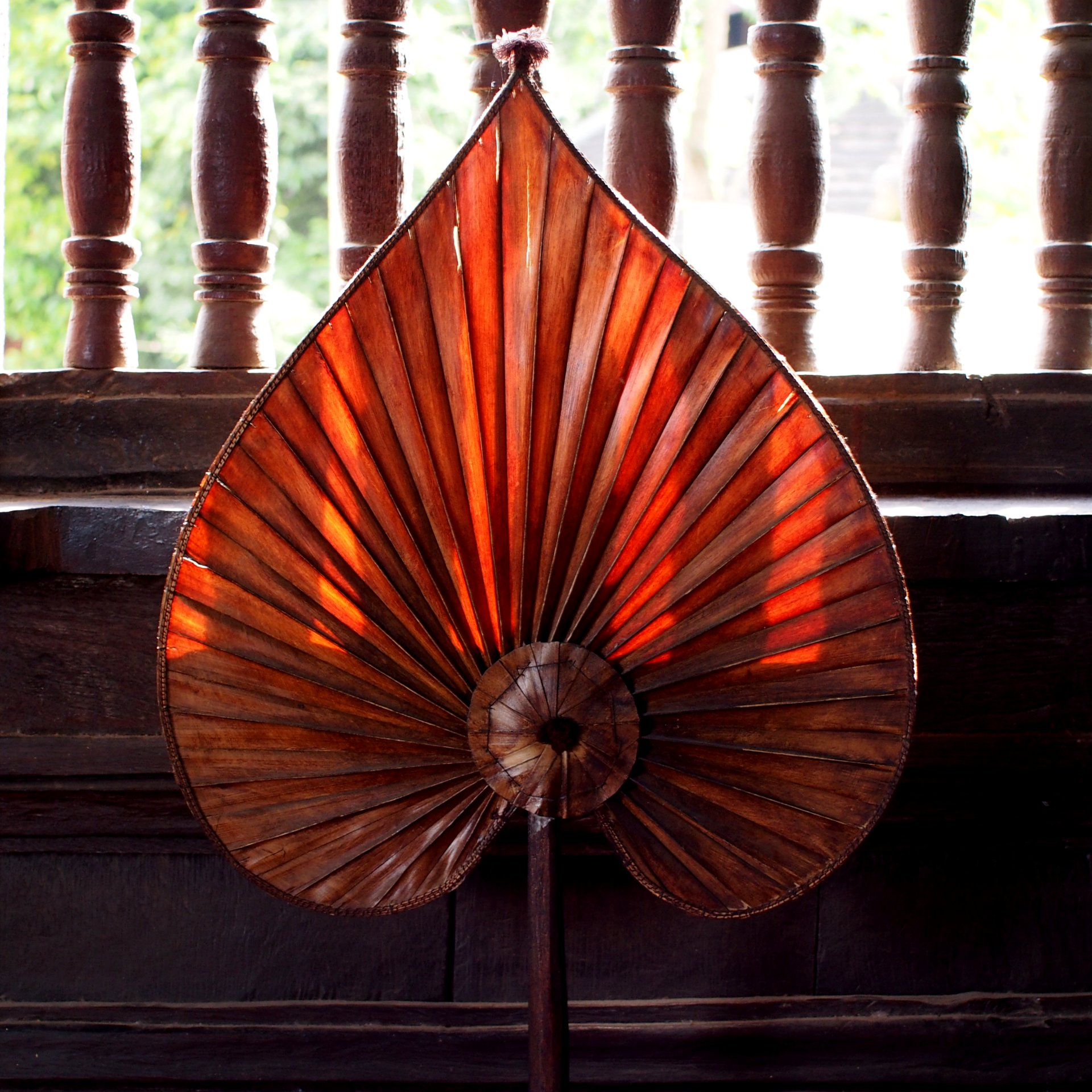
Talpat
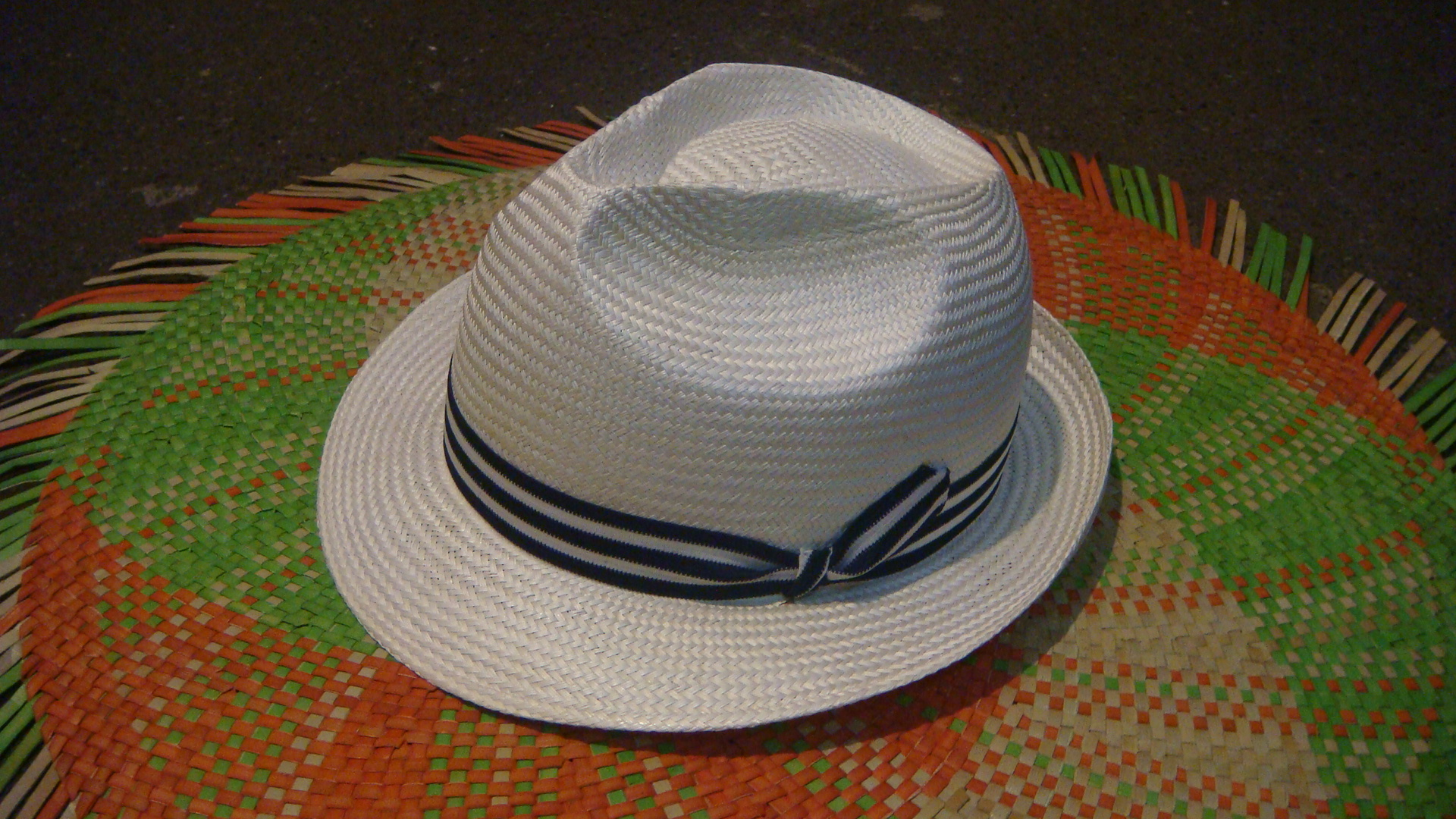
Kapelusz z włókien wachlarzowca
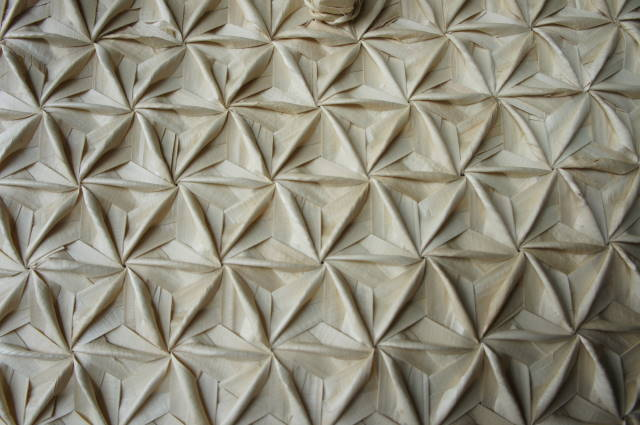
Plecionka z liści wachlarzowca